# Abraham de Grau
Abraham de Grau (lateinisch Gravius; * 14. August 1632 in Wanswerd, Friesland; † 8. September 1683 in Franeker) war ein niederländischer Philosoph und Mathematiker.

## Leben
Abraham de Grau war ein Sohn des in Wanswerd wirkenden Predigers Samuel Petri de Grau und der Titia Alberti. Er erhielt den ersten Unterricht von seinem Vater und studierte seit April 1651 an der Universität Franeker und seit August 1654 an jener von Groningen die exakten Wissenschaften, Philosophie und Theologie. Nach Beendigung seiner Studien und Erlangung des Magistertitels wurde er 1657 Professor für Mathematik in Franeker. In diese Zeit seiner Wirksamkeit fällt die Abfassung seiner mathematischen Handbücher (Beginselen de Rechenkonst de l’Algebra), die lange Zeit in seinem Vaterland in hohem Ansehen standen.
Als die mathematischen Wissenschaften nicht mehr dem Geschmack der Zeit entsprachen und deren Studentenzahl sich zu verringern begann, erwirkte sich Grau die Erlaubnis, philosophische Vorlesungen halten zu dürfen und er fand bei den Zuhörern unerwartet großen Beifall. Er legte die Ergebnisse seiner Forschungen in einer Geschichte der Philosophie (Historia philosophica, Franeker 1674)  nieder, die von genauer Sachkenntnis und großem Scharfsinn zeugt, aber nur bis zur Zeit des Aristoteles reicht. Sie zeichnet sich durch angenehme und klare Darstellung aus. Ferner verfasste Grau Specimina philosophica veteris, in qua novae quaedam ostenduntur (Franeker 1672).
Grau, der zuerst mit Rixtia Doenga und in zweiter Ehe mit Elisabeth Gisia verheiratet war, starb am 8. September 1683 im Alter von 51 Jahren in Franeker.

## Astronomische Beobachtungen

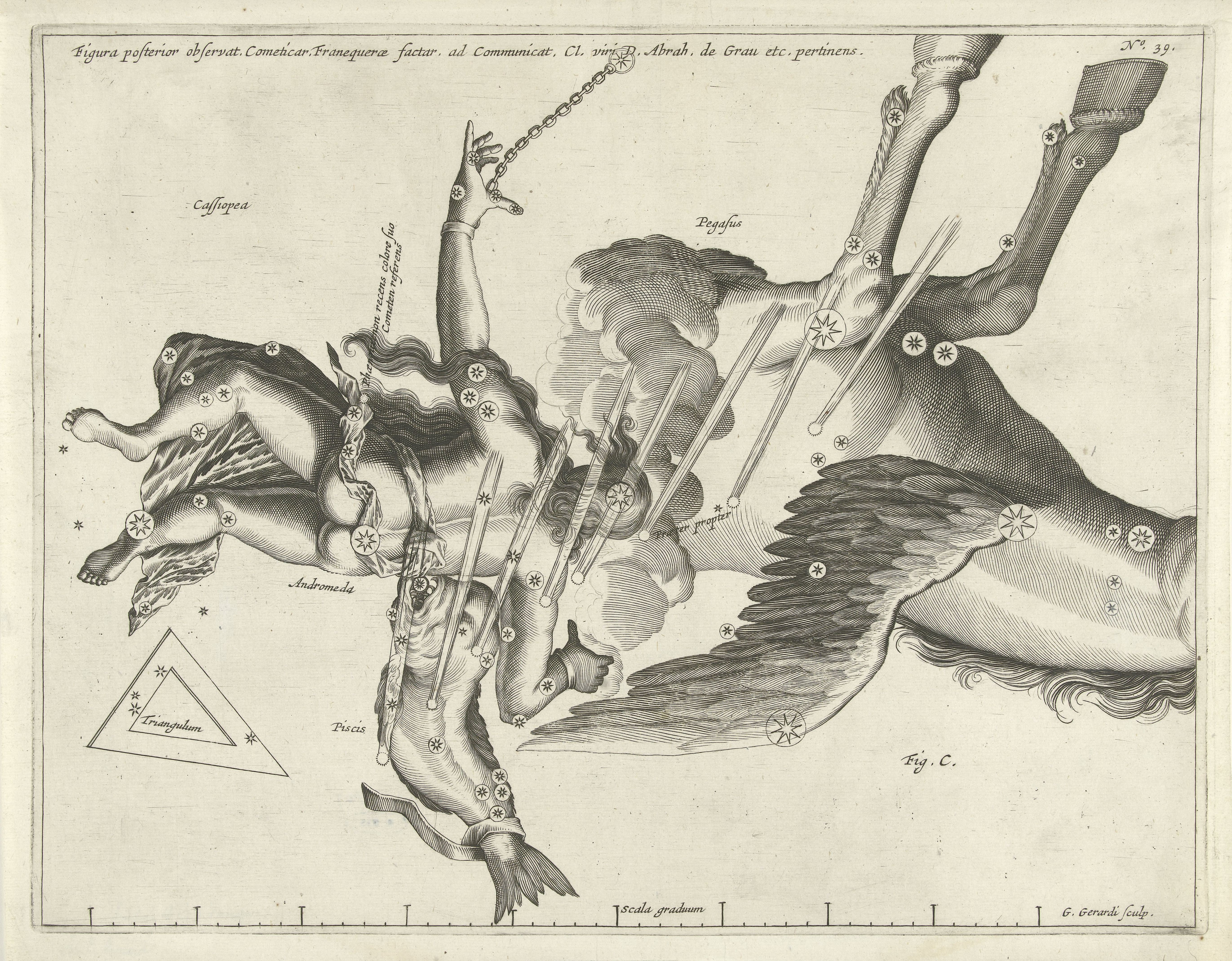
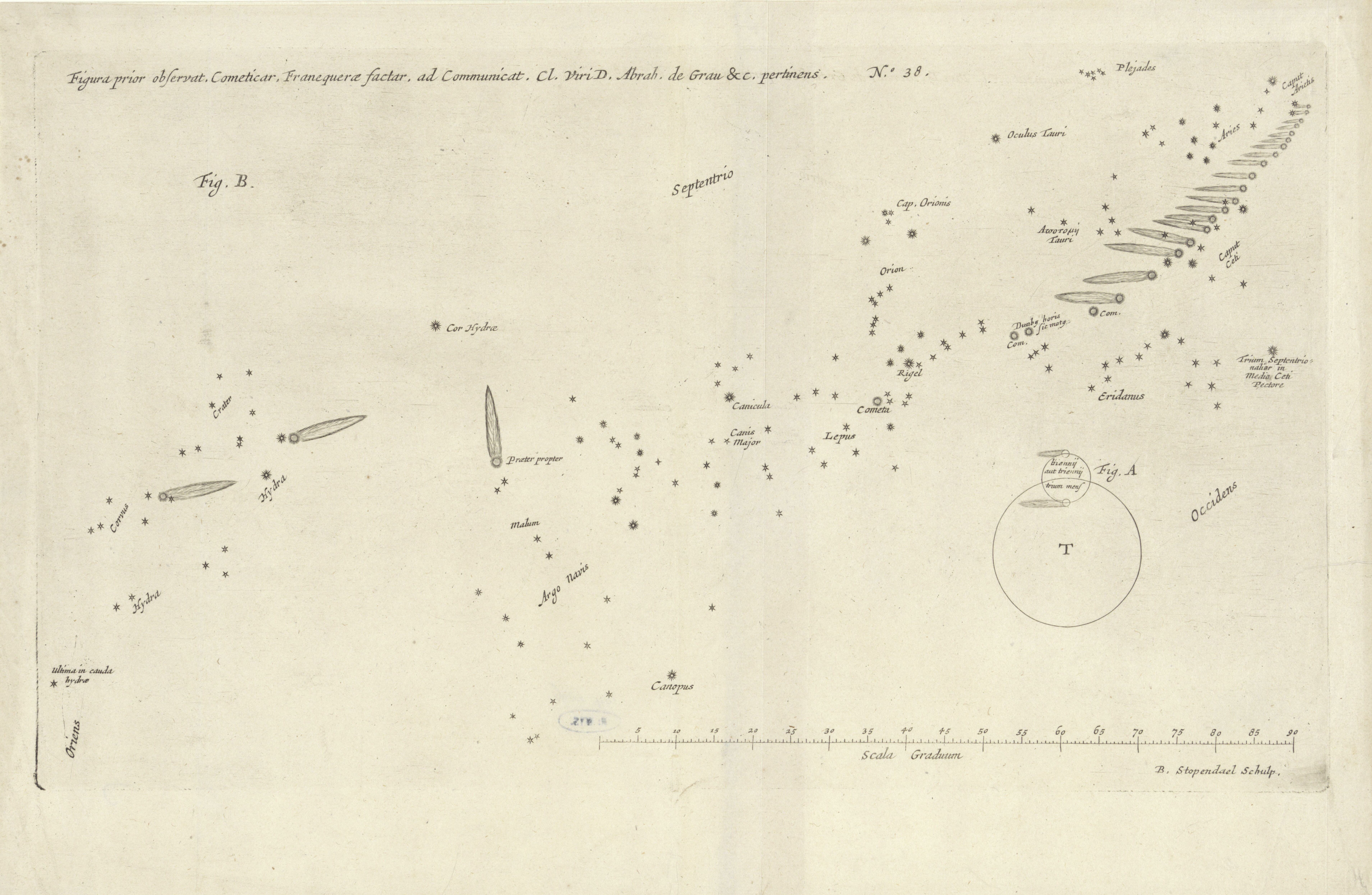